# Allan Linder
Kurt Allan Linder, född 28 oktober 1921 i Vaxholm, död 23 september 1999 i Farsta, var en svensk barn- och ungdomsskådespelare. 
Han var yngre bror till skådespelaren Judit Linder. 
Allan Linder är gravsatt i minneslunden på Skogskyrkogården i Stockholm.

## Filmografi
- 1932 – Jag gifta mig – aldrig
- 1934 – Anderssonskans Kalle
- 1934 – Fasters millioner
- 1934 – Pettersson - Sverige
- 1935 – Järnets män
- 1936 – Bröllopsresan
- 1937 – Mamma gifter sig
- 1937 – Dollar
- 1938 – Blixt och dunder
- 1938 – Goda vänner och trogna grannar
- 1938 – Styrman Karlssons flammor (film, 1938)
- 1939 – Vi på Solgläntan
- 1940 – Juninatten
- 1940 – Swing it, magistern!
- 1944 – Hets

## Teater

### Roller
| År   | Roll        | Produktion                              | Regi          | Teater   |
| 1935 | Edmund Åvik | Kvartetten som sprängdes Birger Sjöberg | Rune Carlsten | Dramaten |